# Chris Brown (Baseballspieler)
John Christopher Brown  (* 15. August 1961 in Jackson, Mississippi; † 26. Dezember 2006 in Houston, Texas) war ein US-amerikanischer Baseballspieler. In den 1980er Jahren spielte er in der Major League Baseball (MLB) für die San Francisco Giants.

## Jugend
Chris Brown wurde 1961 in Jackson, Mississippi geboren und zog schon früh mit seinen Eltern nach Los Angeles in Kalifornien. Er ging dort auf die Crenshaw High School und spielte für deren Mannschaft Baseball, damals zusammen mit Darryl Strawberry. Die Mannschaft der Crenshaw High von 1979 war Mittelpunkt des Buchs The Ticket Out: Darryl Strawberry and the Boys of Crenshaw von Michael Sokolove.

## Karriere
Brown wurde 1979 in der zweiten Runde des Major League Drafts entdeckt und kam zu den San Francisco Giants. Nachdem sich Brown im Minor-League-System für die Giants behaupten konnte, bestritt er im September 1984 sein Major-League-Debüt und wurde bald der dritte Baseman. In seiner ersten kompletten Saison 1985 schlug er .261/.345/.442 und wurde somit Vierter der NL Rookie-of-the-Year-Liste. Mitte der Saison 1986 kam er mit .317/.376/.421 sogar ins All-Star Team. Doch im gleichen Jahr klagte Brown über eine Schulterverletzung, erste Untersuchungen konnten nichts Ernstes feststellen. Teamkollegen und Medien wollten ihn dazu drängen, das Team zu verlassen. In der Winterpause wurde er nochmals von Dr. Frank Jobe untersucht, dieser konnte ein ernstes Problem feststellen, und Brown wurde daraufhin operiert. Die nächste Saison war mit .237/.299/.394 eher schwach für ihn und er wurde zusammen mit Keith Comstock, Mark Davis und Mark Grant an die San Diego Padres verkauft. Die Giants bekamen dafür Kevin Mitchell, Dave Dravecky und Craig Lefferts von den Padres. Nach eineinhalb Jahren bei den Padres wechselte er erneut und ging zu den Detroit Tigers. 1990 beendete Brown mit 28 Jahren seine Baseball-Karriere.

## Leben nach dem Baseball
Brown lebte nach seiner Baseball-Karriere in Houston. 2004 ging er in den Irak, um für das Unternehmen Halliburton zu arbeiten. Am 9. April 2004 fuhr er einen Tanklaster voller Diesel, als sein Konvoi angegriffen wurde und sechs Fahrer und ein GI starben. Ein weiterer Fahrer wurde damals entführt und später wieder freigelassen. 2006 kehrte Brown in die USA zurück.

## Tod
Am 30. November 2006 erlitt Chris Brown schwerste Verletzungen, als ein ihm gehörendes, leerstehendes Haus in Sugar Land abbrannte. Sugar Land ist eine prosperiende Stadt mit knapp 80.000 Einwohner im Großraum von Houston (Texas). Knapp einen Monat später, am 26. Dezember 2006, starb er in einem Krankenhaus in Houston im Alter von 45 Jahren. Er hinterließ seine Ehefrau Lisa und zwei Kinder.